# Кирарте Гутьеррес, Фернандо
Фернандо Кирарте Гутьеррес (исп. Fernando Quirarte Gutiérrez; родился 17 мая 1956 года в Гвадалахарае, Мексика) — мексиканский футболист и футбольный тренер. В качестве игрока известен по выступлениям за «Гвадалахару» и сборную Мексики. Участник чемпионата мира 1986 года.

## Клубная карьера
Кирарте воспитанник клуба «Гвадалахара» из своего родного города. В 1973 году он дебютировал за основной состав в мексиканской Примере. В сезоне 1986/1987 Фернандо стал чемпионом Мексики. За «Гвадалахару» он провёл 300 матчей 14 сезонов и является одним игроков, сыгравших наибольшее количество матчей за клуб. В 1987 году Кирарте подписал соглашение с «Атласом». В команде он провёл один сезон, по окончании которого, Фернандо перешёл в «Леонес Негрос», где через два года закончил карьеру.

## Международная карьера
15 ноября 1981 года в матче квалификации Чемпионата мира 1982 года против сборной Канады Кирарте дебютировал за сборную Мексики. 11 августа 1984 года в товарищеском матче против сборной ГДР он забил свой первый гол за национальную команду.
В 1986 году Фернандо попал в заявку сборной на участие в домашнем Чемпионате мира. На турнире он сыграл в поединках против сборных Болгарии, Ирака, Парагвая, Бельгии и ФРГ и забил два гола в ворота иракцев и бельгийцев.

### Голы за сборную Мексики
| #   | Дата            | Место                    | Противник | Счёт | Соревнование        |
| --- | --------------- | ------------------------ | --------- | ---- | ------------------- |
| 01. | 11 августа 1984 | Восточный Берлин, ГДР    | ГДР       | 1:1  | Товарищеский матч   |
| 02. | 3 июня 1986     | Ацтека, Мехико, Мексика  | Бельгия   | 2:1  | Чемпионат мира 1986 |
| 03. | 11 июня 1986    | Ацтека, Мехико, Мексика  | Ирак      | 1:0  | Чемпионат мира 1986 |
| 04. | 28 апреля 1987  | Толука-де-Лердо, Мексика | Багамы    | 13:0 | Товарищеский матч   |
| 05. | 2 февраля 1987  | Санта-Ана, США           | Гайаны    | 9:0  | Товарищеский матч   |

## Достижения
Командные
 «Гвадалахара»
- Чемпионат Мексики по футболу — 1986/1987

## Интересные факты
17 августа 1986 года выявление чемпиона в матче (второй финальный матч) «Америка»-«Гвадалахара» на стадионе «Ацтека» закончилось уникальным случаем — во втором финальном матче судья Антонио Маркес на 71 минуте матча («Америка» вела в счёте 1:0) удалил всех 22 игроков за участие в коллективной драке. Поводом к драке послужил удар защитника гостей Кирарте форварда хозяев Эрмосильо. Матч так и не был доигран, судья отказался возвращаться на поле заявив, что (как он и объявлял раньше) это был его последний матч в качестве судьи.